# 윤석환
윤석환 (尹錫環, 1961년 7월 17일 ~ )은 前 한국프로야구 OB 베어스와 삼성 라이온즈의 투수이자 현재는 야구 해설가 및 야구 지도자이다.

## 출신학교
- 서울봉천초등학교
- 선린중학교
- 선린상업고등학교
- 성균관대학교 체육교육학과(1980학번)

## 초등학교, 중학교, 고등학교, 대학교 시절
서울봉천초등학교와 선린중학교를 거쳐 선린상업고등학교에 입학한다. 1980년 선린상고 졸업 후 성균관대학교 체육교육학과(1980학번)에 진학한다.

## 프로 야구 선수 시절
1984년 OB 베어스에 입단해, 첫 해에는 중간 계투로 주로 활동했다. 선수 시절 등번호는 35번(삼성에서는 27번)이었다. 1984년 12승 8패 25세이브, 평균 자책 2.84를 기록하여 신인왕 타이틀과 최우수 구원 타이틀을 따낸다. 1983년의 박종훈에 이어 OB 베어스에서 2년 연속 신인왕을 배출하였다. 1984년에 기록한 12승 중 10승이 구원승일 정도여서, 당시 삼성 라이온즈의 권영호보다 앞섰던 마무리 투수였다는 말 또한 있었다. 권영호는 1985년 이후부터 전업 마무리 투수였고, 윤석환은 1985년, 1988년을 제외하고 선발 투수로 등판했기 때문에, 현재는 대부분 권영호를 첫 마무리 투수로 보고 있다.
당시에는 혹사의 개념이 적었기 때문에, 1984년에는 적은 경기 에도 불구하고 계투로 약 140이닝을 뛰었고, 1985년도 계투로서 약 110이닝(5승(2선발) 1패 6세이브 - 방어율 3.34)을 소화했기 때문에, 1986년에는 부진(2승(모두 선발) 4패 방어율 3.13 - 60이닝)했었다. (1985년 또한 개인은 부진으로 보고 있다.)
1987년에는 선발로 활약하여 3차례 완투와 2차례 완봉승을 따냈으나, 기복이 심하였다.(7승(6선발) 8패 2세이브 방어율 3.94) 1988년에는 슬라이더를 장착하고 마무리 투수로 다시 돌아와 최고의 기량을 보인다. 13승 3패 14세이브 방어율 2.08을 기록하였다. 13승이 구원승이었기 때문에 이상군을 제치고 최우수 구원상을 따냈다. 하지만 그가 1988년에 13승을 거둔 이래 OB 및 두산 베어스에서는 2013년에 유희관이 10승(8선발)을 거둘 때까지(그 이후 2014년 12선발승,  2015년 18선발승, 2016년 15선발승, 2017년 11선발승, 2018년 13선발승, 2019년 16선발승, 2020년 11선발승) 토종 10승 좌완 투수가 없었다.
1988년 이후 2년 간 최악의 성적을 거두며(89년 2선발승), 조범현과 함께 현금 트레이드되어 삼성 라이온즈로 이적한다. (1989년 방어율 4.67, 1990년 방어율 6.88) 삼성 라이온즈로 이적함에도 재기에 실패해, 1991년을 끝으로 마운드를 떠났다.

## 코치 시절
은퇴 후 1992년에 OB 베어스는 투수코치로 그를 기용했다. 1992년 이전 하위권에 머물렀던 팀 평균자책점이 그가 기용되면서부터 크게 좋아졌다. 1995년에는 코치로서 김인식 감독과 함께 한국시리즈 우승을 하는 쾌거를 이룬다. 하지만 1998년 팀 평균자책점이 좋았음에도 불구하고, 시즌 후 재계약에 실패하였다.
1999년 시즌 후 김준환이 쌍방울 레이더스 정식 감독으로 부임하는 과정에서  코치를 맡았지만  팀이 2000년 1월 해체된 뒤 새롭게 창단된 SK 와이번스의 투수코치로 들어왔으나, 최악의 팀 평균자책점을 기록하게 되며 이에 같은 해  시즌 후  '쌍방울 색 지우기 프로젝트'가 단행됐는데 1999년 말  쌍방울 레이더스 정식 감독으로 부임했지만    팀이 2000년 1월 해체된 후 새로 창단된 SK에서 코치를 맡았던 김준환 코치, 1999년 말 김준환 코치가 쌍방울 레이더스 정식 감독으로 부임한 과정에서  코치로 부임했으나  팀이 2000년 1월 해체된 뒤 새로 창단된 SK에서 코칭스태프를 역임한 함학수 김성현 박철우 이건열 코치와 이들 뿐 아니라  기존 쌍방울 레이더스 코치 출신인 박상열 김만후 코치가 해고됐고 이외에도 쌍방울에서 그대로 받은 선수들 위주로 대대적인 구조 정리가 단행됐지만 1999년 말 김준환 코치가 쌍방울 레이더스 정식 감독으로 부임한 과정에서  코치로 부임했으나 팀이 2000년 1월 해체된 뒤 새로 창단된 SK에서 코칭스태프를 맡았던 본인(윤석환)과 진상봉 김종윤 코치,  기존 쌍방울 코치 출신 구천서 코치만이 살아남았다. 2001년 SK는 팀 평균자책점 1위를 기록했으나, 타선의 취약함 때문에 하위권에 머무르게 되고, 다시 코치에서 물러났다.
2002년부터 2003년까지 원음방송의 라디오 야구 해설위원으로 활동하다가, 2004년 두산 베어스에서 그를 다시 투수코치로 기용한다. 2004년 두산 베어스의 팀 평균자책점은 꽤나 좋아졌으며, 2005년, 2007년, 2008년 팀의 준우승을 이끄는 데 활약을 한다. 평소 장점을 중심으로 하는 코칭을 하고 있으며, 김경문 감독과 맞게 믿음의 야구를 중점으로 두고 있다. 다니엘 리오스와 2008년 김선우가 후반기에 부활을 할 수 있게 해준 장본인이기도 하며, 후안 세데뇨를 지도하기도 했다. 팀이 어수선해졌던 2011년 시즌 후 다시 팀에서 물러났다. 2012년과 2014년에는 SBS ESPN의 야구 해설위원으로 활동하였고, 2013년에는 잠시 일간스포츠로 옮겨 해설위원으로 활동했다.
2015년 4월 15일에 모교인 선린인터넷고등학교 야구부의 감독으로 취임하였다.

## 해설 경력
2012년에는 SBS ESPN의 해설위원으로 활동하여 해설가로서 좋은 평을 받았다. 2013년 일간스포츠의 해설위원으로 자리를 옮겼다가 2014년에 다시 SBS Sports로 돌아와 1시즌 간 해설을 맡았다.

## 통산기록
| 년도 | 팀    | 평균자책 | 경기수 | 승 | 패 | 세 | 홀드 | 완투 | 완봉 | 이닝    | 피안타 | 피홈런 | 4사구 | 탈삼진 | 실점 | 자책점 | 비고                     |
| ---- | ----- | -------- | ------ | -- | -- | -- | ---- | ---- | ---- | ------- | ------ | ------ | ----- | ------ | ---- | ------ | ------------------------ |
| 1984 | OB    | 2.84     | 57     | 12 | 8  | 25 | 0    | 0    | 0    | 146     | 108    | 17     | 46    | 111    | 49   | 46     | 신인왕 수상, 최우수 구원 |
| 1985 | OB    | 3.34     | 41     | 5  | 1  | 6  | 0    | 1    | 0    | 110 1/3 | 114    | 13     | 35    | 44     | 48   | 41     |                          |
| 1986 | OB    | 3.13     | 18     | 2  | 4  | 0  | 0    | 0    | 0    | 63 1/3  | 66     | 3      | 31    | 13     | 28   | 22     |                          |
| 1987 | OB    | 3.94     | 25     | 7  | 8  | 2  | 0    | 3    | 2    | 105     | 124    | 5      | 40    | 41     | 50   | 46     |                          |
| 1988 | OB    | 2.08     | 40     | 13 | 3  | 14 | 0    | 0    | 0    | 108     | 96     | 6      | 40    | 53     | 28   | 25     | 최우수 구원              |
| 1989 | OB    | 4.67     | 24     | 2  | 3  | 1  | 0    | 0    | 0    | 54      | 60     | 8      | 29    | 12     | 28   | 28     |                          |
| 1990 | OB    | 6.88     | 14     | 1  | 0  | 2  | 0    | 0    | 0    | 17      | 22     | 1      | 7     | 6      | 13   | 13     |                          |
| 1991 | 삼성  | 6.52     | 16     | 1  | 0  | 0  | 0    | 0    | 0    | 29      | 38     | 5      | 12    | 13     | 21   | 21     |                          |
| 통산 | 8시즌 | 3.44     | 235    | 43 | 27 | 50 | 0    | 4    | 2    | 632 2/3 | 628    | 58     | 240   | 293    | 265  | 242    |                          |